# Chierry
Chierry település Franciaországban, Aisne megyében. Lakosainak száma 1169 fő (2022. január 1.). Chierry Blesmes, Brasles, Château-Thierry, Étampes-sur-Marne és Nesles-la-Montagne községekkel határos.

## Népesség
A település népességének változása:
| Lakosok száma | 1009 | 1117 | 1120 | 1050 | 1049 | 1081 | 1109 | 1134 | 1146 | 1169 |
|               | 1968 | 1982 | 1990 | 2006 | 2013 | 2015 | 2017 | 2019 | 2020 | 2022 |